# دومينغو ماريرو بيريز
دومينغو ماريرو بيريز (بالإنجليزية: Domingo Marrero Perez)‏ هو سياسي أمريكي، ولد في 3 أكتوبر 1949، وتوفي في 25 يناير 2005. حزبياً، نشط في الحزب التقدمي الجديد.